# Nedbank
Die Nedbank ist eine südafrikanische Bank mit Hauptsitz in Sandton und eines der größten Kreditinstitute des Landes. Ein erster Vorgänger des Instituts war die Nederlandsche Bank en Credietvereeniging voor Zuid-Afrika (NBCV), die 1888 in Amsterdam gegründet wurde und im selben Jahr eine Zweigstelle in Pretoria in Transvaal eröffnete. 1971 benannte sich das Geldhaus in Nedbank um. Ende der 1980er Jahre firmierte die Gesellschaft in Nedcor um, änderte den Namen 2005 jedoch wieder zu Nedbank. Die Aktien des Unternehmens werden seit 1969 an der Johannesburger Börse und seit 2007 auch an der Börse Namibia gelistet. Seit 1986 ist der Versicherer Old Mutual mit einem Anteil von 53 % Haupteigentümer. Zu den Töchtern der Nedbank zählen die Nedbank Namibia oder die Imperial Bank South Africa.